# Conseil régional des Hauts-de-France
Mandature 2021-2028
Conseil régional du Nord-Pas-de-Calais
Conseil régional de Picardie
Hôtel de région
Le conseil régional des Hauts-de-France est l'assemblée délibérante de la région française des Hauts-de-France. Le conseil régional est composé de 170 conseillers régionaux élus pour 6 ans et est présidé par le républicain Xavier Bertrand.
Il est appelé conseil régional de Nord-Pas-de-Calais-Picardie avant le vote des conseillers régionaux le 14 mars 2016 sur le nom de la nouvelle région, après consultation des lycéens et apprentis. Ce nouveau nom a dû cependant être confirmé par le Gouvernement et le Conseil d'État par décret du 28 septembre 2016,,.

## Historique
Le conseil régional des Hauts-de-France, créé par la loi relative à la délimitation des régions, aux élections régionales et départementales et modifiant le calendrier électoral du 16 janvier 2015 avec effet depuis le 1er janvier 2016, est issu de la fusion des conseils régionaux du Nord-Pas-de-Calais et de Picardie, qui comprenaient respectivement 113 et 57 élus (soit 170 conseillers régionaux cumulés).
Lille est le chef-lieu de la nouvelle région Hauts-de-France,. Le choix est rendu définitif par un décret pris en Conseil d’État le 28 septembre 2016, le président du conseil Xavier Bertrand s'étant prononcé pendant la campagne pour que Lille soit désignée comme capitale régionale définitive. Les organes délibératifs régionaux siègent :
- au siège de Région, au no 151, avenue du Président-Hoover à Lille pour sessions plénières.
- à l’hôtel de Région, au 15 mail Albert 1er à Amiens pour les commissions permanentes.
L’article 5 de la loi du 16 janvier 2015 établit à 170 le nombre de conseillers régionaux ; elle distribue le nombre de candidats par section départementale en vue des élections de décembre 2015 :
- 17 pour l’Aisne ;
- 76 pour le Nord ;
- 25 pour l’Oise ;
- 44 pour le Pas-de-Calais ;
- 18 pour la Somme.

## Liste des présidents du conseil régional
| Période | Période  | Identité        | Étiquette                                           | Qualité                                                                    |
| ------- | -------- | --------------- | --------------------------------------------------- | -------------------------------------------------------------------------- |
| 2015    | en cours | Xavier Bertrand | LR (2015-2017) → DVD (2017-2021) → LR (depuis 2021) | Président de la communauté d'agglomération du Saint-Quentinois (2014-2020) |

## Composition
|                                                   |       |          |      |                                                   |                          |
| Président du conseil régional des Hauts-de-France |       |          |      |                                                   |                          |
| Xavier Bertrand (LR)                              |       |          |      |                                                   |                          |
| Parti                                             | Sigle | Sigle    | Élus | Groupe                                            | Président                |
| Majorité (110 sièges)                             |       |          |      |                                                   |                          |
| Les Républicains                                  |       | LR       | 36   | Majorité régionale - Républicains et indépendants | Christophe Coulon (LR)   |
| Divers droite                                     |       | DVD      | 33   | Majorité régionale - Républicains et indépendants | Christophe Coulon (LR)   |
| Horizons                                          |       | Horizons | 1    | Majorité régionale - Républicains et indépendants | Christophe Coulon (LR)   |
| Union des démocrates et indépendants              |       | UDI      | 27   | UDI                                               | Daniel Leca (UDI)        |
| Horizons                                          |       | Horizons | 1    | UDI                                               | Daniel Leca (UDI)        |
| Divers centre                                     |       | DVC      | 1    | UDI                                               | Daniel Leca (UDI)        |
| Mouvement démocrate                               |       | MoDem    | 9    | MoDem, radicaux et apparentés                     | Anthony Jouvenel (MoDem) |
| Parti radical                                     |       | PRV      | 1    | MoDem, radicaux et apparentés                     | Anthony Jouvenel (MoDem) |
| Opposition (60 sièges)                            |       |          |      |                                                   |                          |
| Rassemblement national                            |       | RN       | 29   | RN, indépendants et apparentés                    | Sébastien Chenu (RN)     |
| L'Avenir français                                 |       | LAF      | 2    | RN, indépendants et apparentés                    | Sébastien Chenu (RN)     |
| Centre national des indépendants et paysans       |       | CNIP     | 1    | RN, indépendants et apparentés                    | Sébastien Chenu (RN)     |
| Europe Écologie Les Verts                         |       | EÉLV     | 8    | Pour le climat et Pour l'emploi                   | Karima Delli (EÉLV)      |
| La France insoumise                               |       | LFI      | 6    | Pour le climat et Pour l'emploi                   | Karima Delli (EÉLV)      |
| Génération.s                                      |       | G·s      | 1    | Pour le climat et Pour l'emploi                   | Karima Delli (EÉLV)      |
| Parti socialiste                                  |       | PS       | 8    | Gauche républicaine et écologiste                 | Sarah Kerrich (PS)       |
| Parti communiste français                         |       | PCF      | 3    | Gauche républicaine et écologiste                 | Sarah Kerrich (PS)       |
| Divers gauche                                     |       | DVG      | 2    | Gauche républicaine et écologiste                 | Sarah Kerrich (PS)       |

## Exécutif régional

### Actuel exécutif
À la suite des élections sénatoriales de 2023, l'exécutif régional est renouvelé lors de sa séance plénière du 23 novembre 2023.
| Poste | Conseiller régional | Conseiller régional  | Parti | Délégation(s) | Département d'élection |
| ----- | ------------------- | -------------------- | ----- | --- | ---------------------- |
| 1er   |                     | Brigitte Fouré       | UDI   | 1ère vice-présidente chargée de l'administration générale, des affaires juridiques, de la simplification administrative, du personnel et du dialogue avec les syndicats            | Somme                  |
| 2e    |                     | Christophe Coulon    | LR    | 2ème vice-président chargé des mobilités, des infrastructures de transport et des ports                                                                                            | Aisne                  |
| 3e    |                     | Florence Bariseau    | DVD   | 3ème vice-présidente chargée de la ruralité, la proximité, les solidarités et de la politique de l'eau                                                                             | Nord                   |
| 4e    |                     | Daniel Leca          | UDI   | 4ème vice-président chargé de l'Europe, de la stratégie territoriale et des politiques contractuelles                                                                              | Oise                   |
| 5e    |                     | Manoëlle Martin      | LR    | 5ème vice-présidente chargée de l'enseignement supérieur, de la recherche, de l'orientation et du comité régional de l'emploi, de la formation et de l'orientation professionnelle | Oise                   |
| 6e    |                     | Laurent Rigaud       | DVD   | 6ème vice-président chargé de l'éducation et des lycées | Nord                   |
| 7e    |                     | Marie-Sophie Lesne   | LR    | 7ème vice-présidente chargée de l'agriculture, de l'agroalimentaire, de l'enseignement agricole et de la pêche                                                                     | Nord                   |
| 8e    |                     | Philippe Beauchamps  | UDI   | 8ème vice-président chargé des relations aux entreprises et de l'emploi, et de la formation profesionnelle                                                                         | Pas-de-Calais          |
| 9e    |                     | Anne Pinon           | LR    | 9ème vice-présidente chargée de la santé et des formations sanitaires et sociales                                                                                                  | Somme                  |
| 10e   |                     | François Decoster    | MoDem | 10ème vice-président chargé de la culture, du patrimoine, des langues régionales et des relations internationales                                                                  | Pas-de-Calais          |
| 11e   |                     | Marie-Noëlle Delaire | UDI   | 11ème vice-présidente chargée de l'artisanat et de l'économie sociale et solidaire                                                                                                 | Pas-de-Calais          |
| 12e   |                     | Arnaud Decagny       | UDI   | 12ème vice-président chargé de la politique de la ville, du logement, de la rénovation urbaine et de l'apprentissage                                                               | Nord                   |
| 13e   |                     | Jean-Pierre Bataille | DVD   | 13ème vice-président chargé des finances, de l'évaluation des politiques publiques et de la sécurité                                                                               | Nord                   |
| 14e   |                     | Véronique Teintenier | DVD   | 14ème vice-présidente chargée de la biodiversité | Nord                   |
| 15e   |                     | Antoine Sillani      | LR    | 15ème vice-président chargé des sports, de la jeunesse et de la vie associative | Nord                   |

### Anciens exécutifs

#### De 2016 à 2017
| Poste | Conseiller régional | Conseiller régional | Parti | Délégation(s) | Département d'élection |
| ----- | ------------------- | ------------------- | ----- | --- | ---------------------- |
| 1er   |                     | Valérie Létard      | UDI   | Solidarités avec les territoires, Contrat de plan État-Région, Fonds structurels européens et Aménagement du territoire | Nord                   |
| 2e    |                     | Gérald Darmanin     | LR    | Transports, Infrastructures de transport, Relations internationales et transfrontalières, Tourisme et Communication     | Nord                   |
| 3e    |                     | Brigitte Fouré      | UDI   | Fusion, Administration générale, Affaires juridiques, Personnel et Dialogue avec les syndicats                          | Somme                  |
| 4e    |                     | Philippe Rapeneau   | LR    | Développement durable, Troisième révolution industrielle (TRI) et Transition énergétique de la région                   | Pas-de-Calais          |
| 5e    |                     | Natacha Bouchart    | LR    | Mer, Ports et Politique du littoral                                                                                     | Pas-de-Calais          |
| 6e    |                     | Sébastien Huyghe    | LR    | Apprentissage | Nord                   |
| 7e    |                     | Marie-Sophie Lesne  | LR    | Agriculture et Agro-alimentaire                                                                                         | Nord                   |
| 8e    |                     | François Decoster   | UDI   | Culture | Pas-de-Calais          |
| 9e    |                     | Karine Charbonnier  | DVD   | Formation et Relations avec les entreprises                                                                             | Nord                   |
| 10e   |                     | Nicolas Lebas       | UDI   | Enseignement supérieur, Recherche et Universités                                                                        | Nord                   |
| 11e   |                     | Manoëlle Martin     | LR    | Lycées | Oise                   |
| 12e   |                     | Guillaume Delbar    | LR    | Rénovation urbaine, Logement, Innovation numérique et sociale                                                           | Nord                   |
| 13e   |                     | Florence Bariseau   | LR    | Jeunesse et Sports | Nord                   |
| 14e   |                     | Christophe Coulon   | LR    | Ruralité, Développement du numérique, Famille et Action sociale                                                         | Aisne                  |
| 15e   |                     | Monique Ryo         | UDI   | Santé | Aisne                  |

#### De 2017 à 2021
Un remaniement a lieu au sein de l'exécutif régional le 23 novembre 2017 pour remplacer les vice-présidents Gérald Darmanin, nommé au gouvernement, Valérie Létard, réélue sénatrice, et Sébastien Huyghe, réélu député.
| Poste | Conseiller régional | Conseiller régional   | Parti | Délégation(s)                                                                                            | Département d'élection |
| --- | ------------------- | --------------------- | ----- | --- | ---------------------- |
| 1er |                     | Brigitte Fouré        | UDI   | Fusion, Administration générale, Affaires juridiques, Personnel et Dialogue avec les syndicats           | Somme                  |
| 2e |                     | Philippe Rapeneau     | DVD   | Transition écologique, Troisième révolution industrielle (TRI) et Bio-économie Décédé le 31 juillet 2018 | Pas-de-Calais          |
| 3e |                     | Natacha Bouchart      | LR    | Mer, Ports et Politique du littoral                                                                      | Pas-de-Calais          |
| 4e |                     | Nicolas Lebas         | UDI   | Enseignement supérieur, Recherche, Europe et Planification territoriale                                  | Nord                   |
| 5e |                     | Marie-Sophie Lesne    | LR    | Agriculture et Agro-alimentaire                                                                          | Nord                   |
| 6e |                     | Christophe Coulon     | LR    | Apprentissage et Artisanat                                                                               | Aisne                  |
| 7e |                     | Karine Charbonnier    | DVD   | Formation et Relations avec les entreprises                                                              | Nord                   |
| 8e |                     | François Decoster     | UDI   | Culture. Quitte le poste en 2019 sans être remplacé.                                                     | Pas-de-Calais          |
| 9e |                     | Manoëlle Martin       | LR    | Lycées et Orientation                                                                                    | Oise                   |
| 10e |                     | Guillaume Delbar      | DVD   | Rénovation urbaine, Logement et Innovation numérique et sociale                                          | Nord                   |
| 11e |                     | Florence Bariseau     | DVD   | Jeunesse et Sports                                                                                       | Nord                   |
| 12e |                     | Salvatore Castiglione | UDI   | Solidarités avec les territoires et Relations internationales                                            | Nord                   |
| 13e |                     | Julie Codron-Riquier  | LR    | Ruralité, Solidarité et Famille                                                                          | Somme                  |
| 14e |                     | Franck Dhersin        | DVD   | Transports et Infrastructures de transports                                                              | Nord                   |
| 15e |                     | Monique Ryo           | UDI   | Formations sanitaires et sociales et Santé                                                               | Aisne                  |
| Par rapport au précédent exécutif, les nouveaux vice-présidents sont indiqués en gras, ceux ayant changé d'attributions en italique. |                     |                       |       | |                        |

#### De 2021 à 2023
À la suite des élections régionales de 2021 dans les Hauts-de-France, l'exécutif régional est renouvelé lors de la première séance plénière, le 2 juillet 2021.
| Poste | Conseiller régional | Conseiller régional  | Parti | Délégation(s) | Département d'élection |
| ----- | ------------------- | -------------------- | ----- | --- | ---------------------- |
| 1er   |                     | Brigitte Fouré       | UDI   | 1ère vice-présidente chargée de l'Administration générale, des Affaires juridiques, de la Simplification administrative, du Personnel et du Dialogue avec les syndicats         | Somme                  |
| 2e    |                     | Christophe Coulon    | LR    | 2ème vice-président chargé de la Ruralité et de la Sécurité (Président de groupe)                                                                                               | Aisne                  |
| 3e    |                     | Natacha Bouchart     | DVD   | 3ème vice-présidente chargée des Solidarités | Pas-de-Calais          |
| 4e    |                     | Daniel Leca          | UDI   | 4ème vice-président chargé des Universités, de la Recherche, de l'Innovation et de l'Europe (Président de groupe)                                                               | Oise                   |
| 5e    |                     | Manoëlle Martin      | LR    | 5ème vice-présidente chargée de l'Éducation, des Lycées et de l'Orientation | Oise                   |
| 6e    |                     | Laurent Rigaud       | DVD   | 6ème vice-président chargé de l'Emploi, de la Formation, du Contrat de plan Régional de développement de l'Emploi, des Formations et de l'Orientation Professionnelles (CERFOP) | Nord                   |
| 7e    |                     | Marie-Sophie Lesne   | LR    | 7ème vice-présidente chargée de l'Agriculture, de l'Agroalimentaire et de la Pêche                                                                                              | Nord                   |
| 8e    |                     | Franck Dhersin       | HOR   | 8ème vice-président chargé des Mobilités, des Infrastructures de transport et des Ports                                                                                         | Nord                   |
| 9e    |                     | François Decoster    | MoDem | 9ème vice-président chargé de la Culture, du Patrimoine, des Langues régionales et des Relations internationales                                                                | Pas-de-Calais          |
| 10e   |                     | Anne Pinon           | LR    | 10ème vice-présidente chargée de la Santé et de la Formations sanitaires et sociales                                                                                            | Somme                  |
| 11e   |                     | Arnaud Decagny       | UDI   | 11ème vice-président chargé de l'Apprentissage, de l'Artisanat et du Numérique                                                                                                  | Nord                   |
| 12e   |                     | Véronique Teintenier | DVD   | 12ème vice-présidente chargée de la Biodiversité | Nord                   |
| 13e   |                     | Guislain Cambier     | UDI   | 13ème vice-président chargé de la Stratégie territoriale et des Politiques contractuelles                                                                                       | Nord                   |
| 14e   |                     | Florence Bariseau    | LR    | 14ème vice-présidente chargée des Sports, de la Jeunesse et de la Vie associative                                                                                               | Nord                   |

Amel Gacquerre, neuvième vice-présidente chargée de la politique de la ville et du logement démissionne de ses fonctions exécutives le 8 décembre 2021 en raison de son élection comme sénatrice. Elle n'est pas remplacée.